# Haemogregarina wladimirovi
Haemogregarina wladimirovi is een soort in de taxonomische indeling van de Myzozoa, een stam van microscopische parasitaire dieren. Het organisme komt uit het geslacht Haemogregarina en behoort tot de familie Haemogregarinidae. Haemogregarina wladimirovi werd in 1912 ontdekt door Yakimov & Kohl-Yakimov.